# Erzsébetliget
Erzsébetliget ([ˈɛɾʒeːbɛtligɛt]) est un quartier de Budapest situé dans le 2e arrondissement entre les collines de Buda et les monts du Pilis. 